# Trò chơi hành động
Trò chơi hành động là thể loại trò chơi video nhấn mạnh những thách thức về thể chất, bao gồm phối hợp mắt - tay và thời gian phản ứng. Thể loại này bao gồm rất nhiều thể loại phụ, chẳng hạn như trò chơi chiến đấu, beat 'em up, trò chơi bắn súng và trò chơi platform. Một số đấu trường trực tuyến nhiều người chơi và các game chiến thuật thời gian thực cũng được coi là game hành động.
Trong một trò chơi hành động, người chơi thường điều khiển một nhân vật thường ở dạng nhân vật chính hoặc avatar. Nhân vật người chơi này phải đi qua bài, thu thập các vật cần thiết, tránh chướng ngại vật và chiến đấu với kẻ thù bằng các kỹ năng tự nhiên cũng như vũ khí và các công cụ khác theo ý của họ. Ở cuối bài (level) hoặc nhóm các bài, người chơi thường phải đánh bại kẻ thù ông trùm khó khăn hơn và thường là nhân vật phản diện chính trong câu chuyện của trò chơi. Kẻ thù tấn công và chướng ngại vật làm cạn kiệt máu và mạng của nhân vật, và người chơi sẽ nhận được một thông báo trò chơi kết thúc (game over) khi họ dùng hết mạng họ có.
Ngoài ra, người chơi sẽ kết thúc trò chơi bằng cách hoàn thành một chuỗi các bài để hoàn thành mục tiêu cuối cùng và xem các danh đề. Nhưng một số trò chơi hành động, chẳng hạn như trò chơi arcade ban đầu, là không thể thắng được với vô số bài (level); với mục tiêu duy nhất của người chơi là đi được càng xa càng tốt để tối đa hóa điểm số của họ.

## Các yếu tố xác định
Thể loại hành động bao gồm bất kỳ trò chơi nào mà người chơi vượt qua thử thách bằng các phương tiện vật lý như nhắm mục tiêu chính xác và thời gian phản hồi nhanh. Trò chơi hành động đôi khi có thể kết hợp các thử thách khác như chủng tộc, câu đố hoặc thu thập đồ vật, nhưng chúng không phải là trung tâm của thể loại này. Người chơi cũng có thể gặp phải những thử thách chiến thuật và khám phá, nhưng những trò chơi này trước hết đòi hỏi tốc độ phản ứng cao và khả năng phối hợp tay-mắt tốt. Người chơi thường chịu áp lực về thời gian và không có đủ thời gian để lập kế hoạch chiến lược phức tạp. Nói chung, các trò chơi hành động nhanh hơn sẽ mang tính thách thức hơn. Trò chơi hành động đôi khi có thể liên quan đến việc giải câu đố, nhưng chúng thường khá đơn giản vì người chơi chịu áp lực thời gian rất lớn.

## Thiết kế trò chơi

### Bài (level)
Người chơi tiến qua một trò chơi hành động bằng cách hoàn thành một loạt các bài (level). Các bài này thường được nhóm theo chủ đề, với đồ họa và kẻ thù tương tự, và được gọi là một thế giới. Mỗi level bao gồm nhiều thử thách khác nhau, cho dù nhảy trong một trò chơi nhảy hoặc bắn những thứ trong một game bắn súng, mà người chơi phải vượt qua để giành chiến thắng trong trò chơi. Các trò chơi cũ hơn buộc người chơi phải khởi động lại một level sau khi chết, mặc dù các trò chơi hành động đã phát triển để cung cấp các trò chơi và điểm kiểm tra đã lưu để cho phép người chơi khởi động lại giữa chừng. Tuy nhiên, ngày càng nhiều, một số trò chơi cho phép 'hồi sinh' hoặc 'nhân bản' và cơ hội lấy lại các vật phẩm bị mất khi chết khi trả một số tiền ingame nhất định, thường tăng theo cấp số nhân khi người chơi chết nhiều hơn. Các chướng ngại vật và kẻ thù ở level thường không khác nhau giữa các phiên chơi, cho phép người chơi tìm hiểu bằng cách thử và sai. Tuy nhiên, các cấp độ đôi khi thêm một yếu tố ngẫu nhiên, chẳng hạn như kẻ thù xuất hiện ngẫu nhiên hoặc có một con đường không thể đoán trước.